# دوري جرينلاند لكرة القدم 1971
دوري جرينلاند لكرة القدم 1971 هو موسم من دوري جرينلاند لكرة القدم. فاز فيه Tupilak-41 ‏.